# Massimo Bonomi
Massimo Bonomi (Brescia, 22 giugno 1967) è un ex rugbista a 15 italiano, attivo per circa due decenni come tre quarti centro di Milan e Calvisano.

## Biografia
Proveniente da Brescia, esordì in campionato al Calvisano; passato all'Amatori Milano (poi Mediolanum e in seguito Milan Rugby), fu tra i protagonisti degli ultimi quattro titoli vinti dal club milanese.
Convocato per la prima volta in Nazionale nel 1988 (esordì in un incontro con un XV francese, ed ebbe il suo primo test nel corso della Coppa FIRA 1987/89 contro la Romania), fu anche nella squadra di Bertrand Fourcade che disputò la Coppa del Mondo di rugby 1991 in Inghilterra; quattro anni più tardi, anche il C.T. Georges Coste lo convocò per la Coppa del Mondo di rugby 1995 in Sudafrica.
In due edizioni della Coppa Bonomi disputò tre incontri, due dei quali da titolare.
Tornato nel 1998 a Calvisano, Bonomi spese gli ultimi anni di carriera nella formazione di Poncarale, centro anch'esso della provincia bresciana.
Nel 2007, alla soglia dei quarant'anni, per raggiunto limite d'età smise l'attività agonistica.
L'ultimo avversario ufficiale incontrato da Bonomi fu il CUS Pavia.
Dopo il ritiro si è dedicato alla gestione del suo locale, il Secondaclasse di Brescia.

## Palmarès
- Campionati italiani: 4
Milan: 1990-91, 1992-93, 1994-95, 1995-96
- Coppe Italia: 4
Milan: 1994-95